# Jazyk (orgán)
Jazyk je svalový orgán nacházející se v ústní dutině. Jeho sliznice je kryta mnohovrstevným dlaždicovým epitelem, jehož četné výběžky (papily) dodávají jazyku zvláštní matný vzhled.
U člověka jeho velká ohebnost ve spojení s jeho přesným řízením umožňuje vytvářet širokou škálu zvuků, čehož lidé využívají při mluvení lidskou řečí. Svaly jazyka vytvářejí celou hmotu jazyka a dají se rozdělit na vlastní svaly jazyka (intraglosální) a vnější svaly jazyka (extraglosální). Často se tvrdí, že se jedná o nejsilnější sval v těle, ničím to však není podloženo. Krom toho, že neexistují objektivní kritéria, podle kterých by se síla svalu dala měřit, jazyk ani není jen jedním svalem.
Jazyk také obsahuje mnoho chuťových receptorů, zvaných chuťové pohárky. Člověk rozlišuje čtyři základní chutě: slanou, sladkou, kyselou a hořkou. V dnešní době je uznávána i další, tzn. pátá chuť umami, a hovoří se o dalších.

## Evoluce
Jazyk se vyvinul u obratlovců, kteří přešli na souš. Obratlovci žijící ve vodě (jako ryby) zřejmě jazyk nepotřebovali, protože ve vodním prostředí potravu nadnáší voda. Jazyk se vyvinul ze svalů ve spodní části ústní dutiny.

## Anatomická stavba
Na jazyku rozeznáváme:

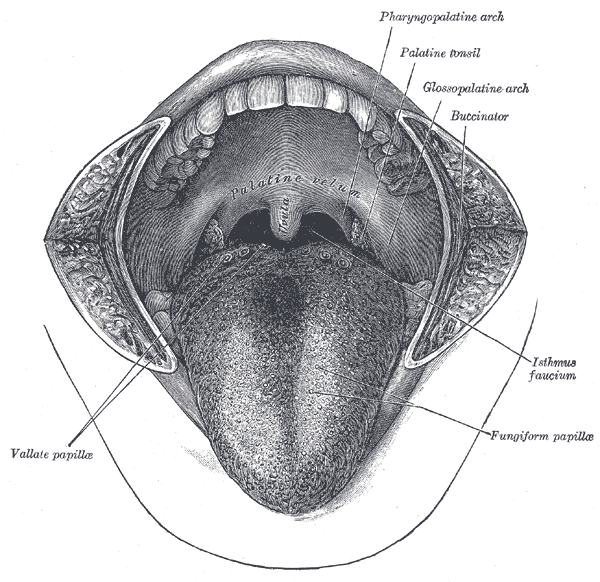
Pohled na jazyk a ústní dutinu. Gray's Anatomy, 1918

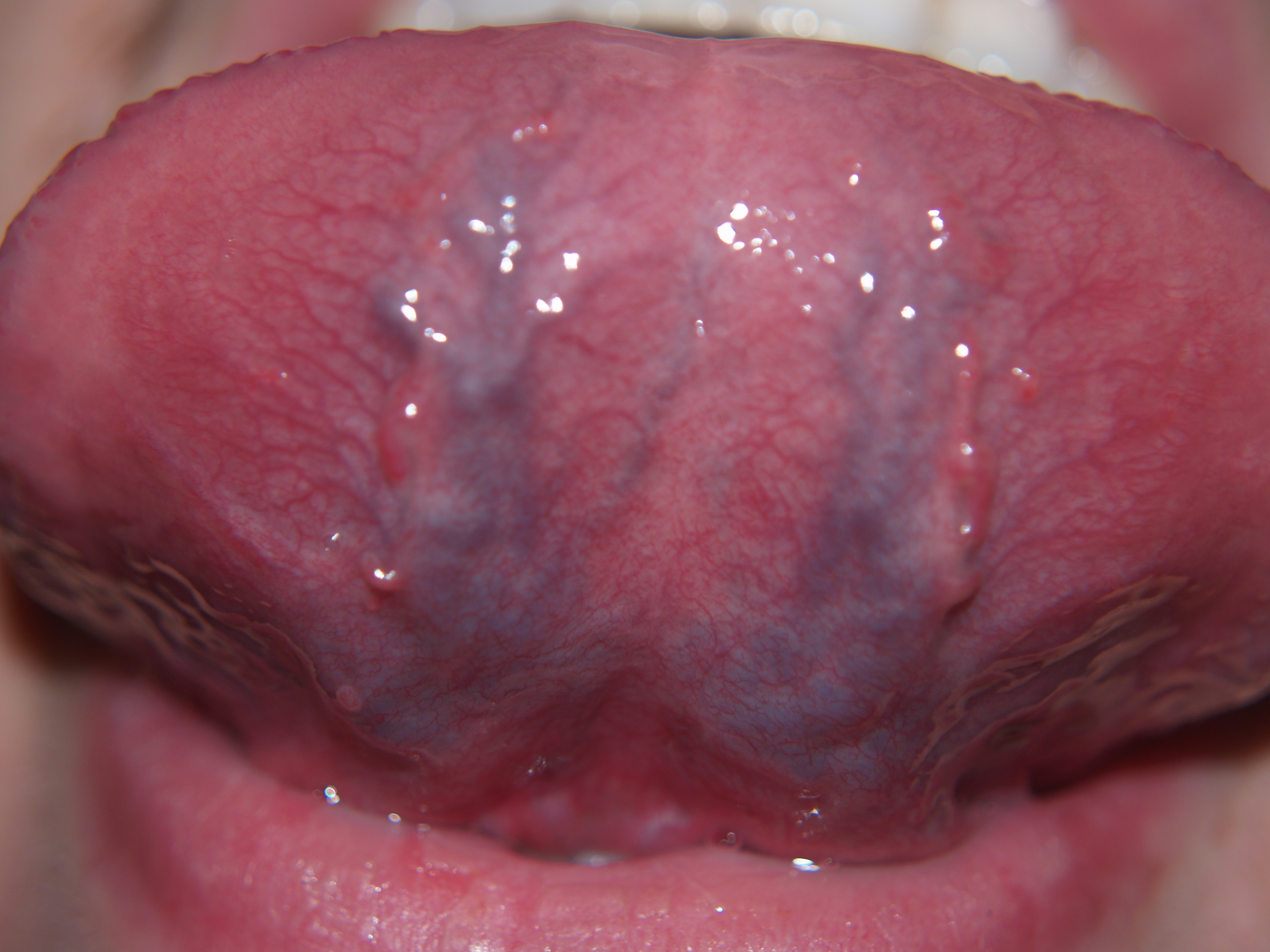
Spodní část jazyka (facies inferior linguae)

1. kořen jazyka (radix linguae) – část obrácená do hltanu
2. tělo jazyka (corpus linguae) – hlavní část; při zavřených ústech se opírá o patro
3. hrot jazyka (apex linguae) – pohyblivá přední část

Dále se popisují:
- hřbet jazyka (dorsum linguae) a na něm:
  - sulcus medianus linguae – podélná střední brázda
  - sulcus terminalis – rýha tvaru „V“, dělí tělo a kořen jazyka
  - foramen caecum linguae – vkleslina uprostřed hrotu sulcus terminalis, za embryonálního vývoje se odsud oddělil základ štítné žlázy a sestupoval kaudálně jako ductus thyroglossus
- boční okraj jazyka (margo linguae)
- spodní plocha jazyka (facies inferior) a na ní:
  - plica fimbriata – slizniční řasa na facies inferior, zbytek sublingua
  - frenulum linguae – uzdička jazyka
  - caruncula sublingualis – vpředu po obou stranách frenula, ústí zde ductus submandibularis et ductus sublingualis major
  - plica sublingualis – řasa, ústí zde velké množství ductus sublinguales minores
- plica glossoepiglottica mediana – střední, nepárová řasa táhnoucí se od kořene jazyka k epiglottis
- plicae glossoepiglotticae laterales – pravá a levá párová řasa
- valleculae epiglotticae – dvě jamky mezi řasami

### Sliznice jazyka
Sliznice jazyka je kryta vícevrstevným dlaždicovým epitelem. Epitel hřbetu a hrotu jazyka vybíhá v papillae linguales (jejich epitel na povrchu rohovatí):
- papily nitkovité (papillae filiformes) – štíhlé, na konci roztřepené
- papily kuželovité (papillae conicae) – u člověka málo, hojné u kočkovitých šelem
- papily houbovité (papillae fungiformes) – kyjovitého tvaru, jednotlivě mezi papillae filiformes, červené (tenčí epitel)
- papily listovité (papillae foliatae) – rudimentární, na margo linguae vzadu, v jejich epitelu nacházíme chuťové pohárky
- papily hrazené (papillae vallatae) – největší, ve stěnách chuťové pohárky (caliculi gustatorii), v počtu 7 sestaveny v řadu tvaru „V“ těsně před sulcus terminalis

Na kořenu jazyka nejsou papily, nýbrž tonsilla lingualis (jde o soubor lymfatických folikulů).

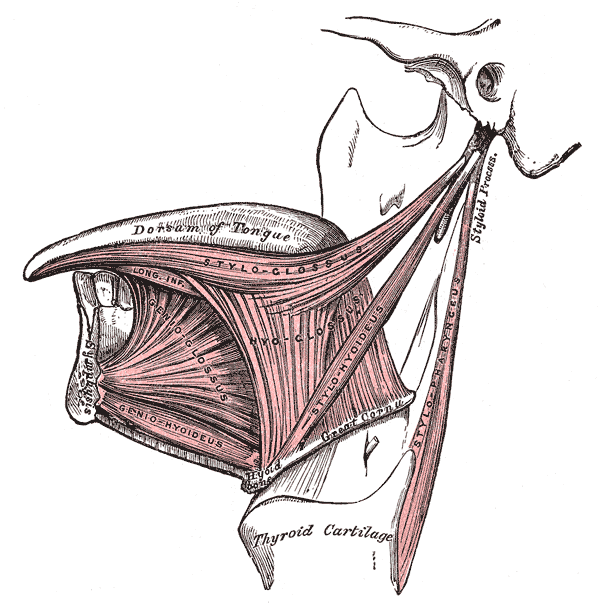
Extraglosální svaly

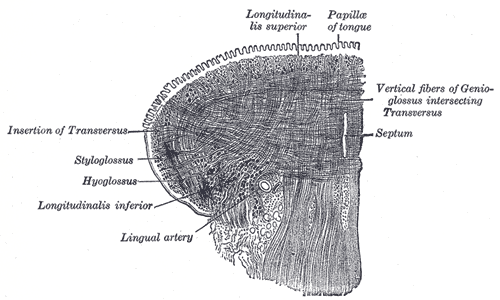
Intraglosální svaly

### Svaly jazyka
Svaly jazyka tvoří celou hmotu jazyka a připojují se ke dvěma vazivovým strukturám:
- aponeurosis linguae – zpevněná spodina sliznice hřbetní plochy jazyka
- septum linguae – sagitální vazivová ploténka ve střední čáře jazyka, připojena k aponeurosis linguae, otvory pro některá příčná svalová vlákna a cévy

#### Extraglosální svaly
Extraglosální svaly začínají na útvarech v okolí, vzařují do jazyka a pohybují jím jako celkem. Rozlišujeme:
- musculus genioglossus – zač: spina musculi genioglossi mandibulae; kaudální snopce – táhnou kořen jazyka (radix linguae) dopředu, ostatní snopce – přitahují jazyk ke spodině úst
- musculus hyoglossus – zač: cornu majus ossis hyoidei; táhne jazyk dozadu a dolů
- musculus styloglossus – zač: proc. stylohyoideus (partis inferioris pyramidis ossis temporalis) et lig. stylomandibulare; táhne hrot jazyka dozadu, tělo a kořen dozadu vzhůru
- musculus palatoglossus – patří ke svalům měkkého patra

Inervace: m. genioglossus, m. hyoglossus et m. styloglossus - n. hypoglossus (XII. hlavový nerv); m. palatoglossus - n. vagus (X. hlavový nerv).

#### Intraglosální svaly
Intraglosální svaly v jazyku začínají i končí, jsou uspořádány ve třech navzájem kolmých směrech, mění tvar jazyka. Rozlišujeme
- musculus longitudinalis superior (superficialis) – táhne se sagitálně pod aponeurosis linguae, spojen s ní v celé šíři hřbetu jazyka; zkracuje jazyk
- musculus longitudinalis inferior (profundus) – jde předozadně po zevní straně m. genioglossus, propletený se snopci m. genioglossus a hyoglossus; zkracuje jazyk
- musculus transversus linguae – jde napříč jazykem od septum linguae k okrajům jazyka, mezi snopci ostatních extraglosálních a intraglosálních svalů; zužuje jazyk
- musculus verticalis linguae – jde od dorsum linguae ke spodině jazyka, mezi snopci všech ostatních svalů; zplošťuje jazyk

Intraglosální svaly nemají fasciae propriae; jejich vlákna jsou propletená, preparačně neoddělitelná a rozlišují se podle převážujících směrů.
Inervace - n. hypoglossus (XII. hlavový nerv)

## Vnímání chuti
Někdy se říká, že sladkou chuť vnímáme špičkou jazyka, slanou krajními částmi jazyka za receptory pro vnímání sladké chuti, kyselou chuť na krajích jazyka v jeho střední části a receptory hořké chuti jsou umístěné uprostřed v zadní části jazyka. Ve skutečnosti však je situace odlišná. Všechny chutě totiž vnímáme všemi částmi jazyka, pouze na něm mohou existovat plochy, které jsou na daný typ chutě citlivější. Člověk tak v dané oblasti dokáže rozpoznat i menší výskyt příslušné chuti.

## Specializace jazyka na jiné funkce

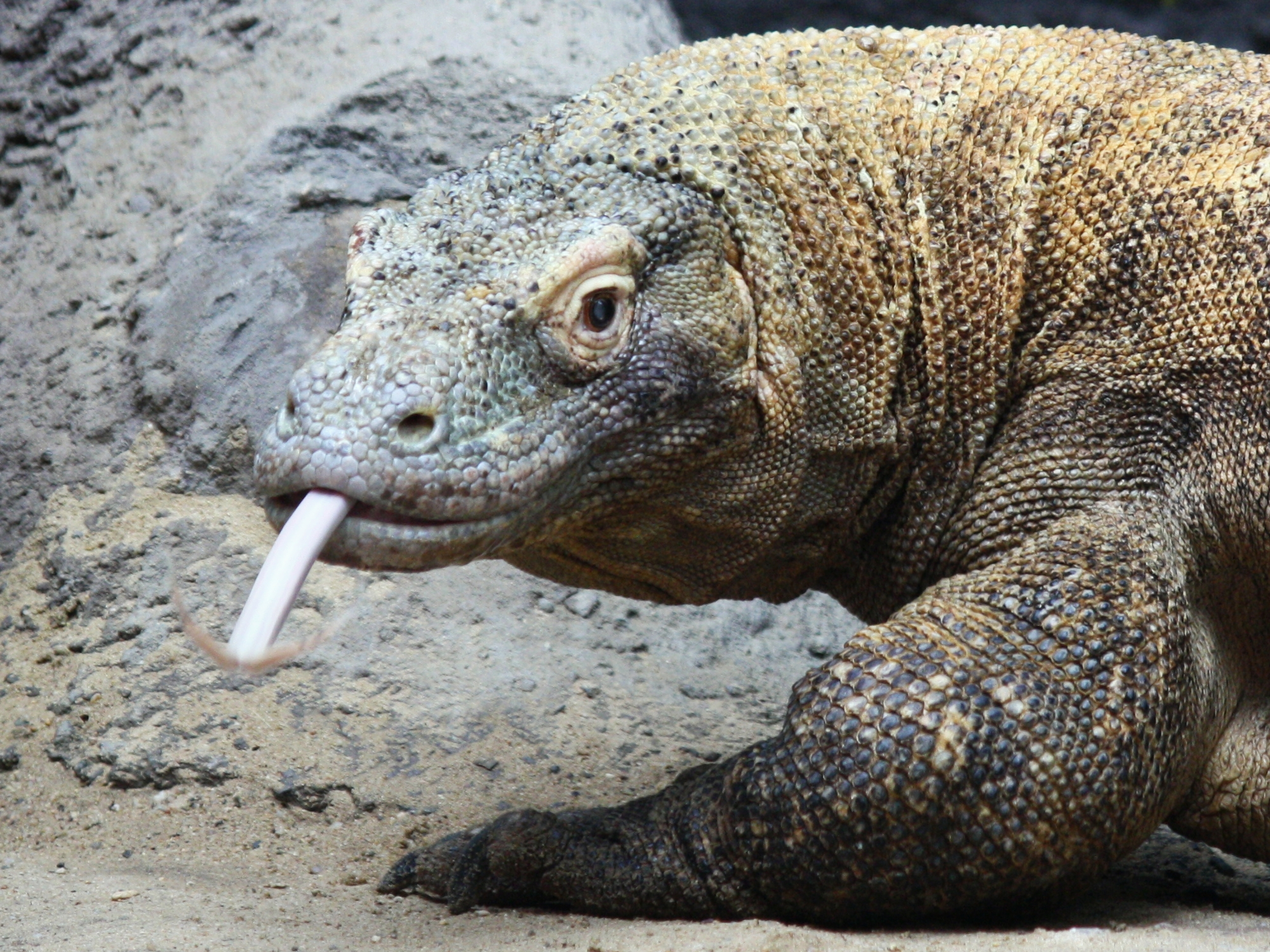
Varan komodský s vyplazeným jazykem

Některá zvířata, například plazi, mají na jazyku i čichové receptory. Proto neustále vyplazují jazyk, kterým zjišťují pachy v okolí.
Jiná zvířata, například pes využívají jazyk k ochlazování těla. Rychlým dýcháním se z jazyka odpařují sliny a tím ochlazují krev v jazyku a následně celém těle.
Např. chameleon pomocí dlouhého jazyka i loví.